# Warpalice
Warpalice – wieś w Polsce, położona w województwie kujawsko-pomorskim, w powiecie brodnickim, w gminie Osiek.

## Podział administracyjny
| SIMC    | Nazwa        | Rodzaj    |
| ------- | ------------ | --------- |
| 1027544 | Bucha        | osada     |
| 1027679 | Nowe Osiedle | część wsi |

W latach 1975–1998 miejscowość administracyjnie należała do województwa toruńskiego.

## Demografia
Według Narodowego Spisu Powszechnego (III 2011 r.) liczyły 222 mieszkańców. Jest ósmą co do wielkości miejscowością gminy Osiek.